# Guglielmo I di Périgord
Guglielmo di Périgord (IX secolo – 918) fu conte di Périgord e di Agen dall'886 fino alla sua morte.

## Origine
Sia secondo il monaco e storico, Ademaro di Chabannes, che secondo la Historia Pontificum et Comitum Engolismensis, Guglielmo, era figlio secondogenito del conte d'Angouleme, di Périgord e di Agen, Vulgrino I e della moglie, Regelinda, sorella di Guglielmo il tolosano, che era figlia del duca di Settimania, conte di Autun, conte di Barcellona e conte di Tolosa, Bernardo I e di Dhuoda di Guascogna, anche se non viene citata coi figli maschi nel Le manuel de Dhuoda (843)(804-843), presunta figlia del duca di Guascogna Sancho I Lopez (772-816) e autrice di un celebre Manuale per il figlio Guglielmo.
Secondo il documento n° XXXI dei Documents publiés par la Société archéologique du Gâtinais, Vulgrino I d'Angoulême è figlio del Conte di Flavigny, Vulfardo e della moglie, Susanna di Parigi, figlia del conte di Tolosa, duca di Settimania e conte di Parigi, Begone, inerente ad una donazione del fratello di Vulgrino, anche lui di nome Vulfardo che era stato Arcivescovo di Bourges, inoltre ai genitori e Vulgrino cita anche i fratelli, Adelardo Ymo e Hildeburga.

## Biografia
Ancora, secondo il monaco e storico, Ademaro di Chabannes, suo padre, Vulgrino I morì il 3 maggio (5 Non Mai) 886 e fu sepolto nell'Abbazia di San Cybard (iuxta basilicam Sancti Eparchii); anche gli Annales Engolismenses riportano la morte di Vulgrino nell'886.
Ancora Ademaro di Chabannes ci informa che a Vulgrino succedettero il figlio primogenito, Audoino nella contea d'Angouleme ed il secondogenito, Guglielmo nella contea di Périgord.
Sia Ademaro di Chabannes, che la Historia Pontificum et Comitum Engolismensis, citano Guglielmo come conte di Périgord.
Guglielmo morì nel 918, come ci viene ricordato da Ademaro di Chabannes (morto parte suo Willelmo qui fui frate Alduini ex Vulgrimno) e dalla Historia Pontificum et Comitum Engolismensis(mortuo patre suo Guillermo, qui fuerat frater Aldoïni ex Vulgrino). A Guglielmo succedette il figlio, Bernardo (Bernardus, ...., Comes Petragoricae effectus est) (Bernardus, ...., Comes Petragoricae effectus est).

## Matrimonio e discendenza
Guglielmo aveva sposato Regelinda, la figlia del conte di Quercy, conte di Tolosa e anche conte di Rouergue, Raimondo I e della moglie, Berta e dalla quale ebbe un figlio:
- Bernardo,  conte di Périgord[9][10].

## Ascendenza
|                         |                       |                       | Genitori             |  |  | Nonni |  |  | Bisnonni |  |  | Trisnonni |  |
|                         |                       |                       |                      |  |  |       |  |  | …        |  |  | …         |  |
|                         |                       |                       |                      |  |  |       |  |  | …        |  |  | …         |  |
|                         |                       | …                     |                      |  |  |       |  |  | …        |  |  |           |  |
| Vulfardo di Flavigny    |                       |                       |                      |  |  |       |  |  | …        |  |  |           |  |
|                         |                       | …                     | …                    |  |  |       |  |  |          |  |  |           |  |
|                         |                       | …                     | …                    |  |  |       |  |  |          |  |  |           |  |
|                         |                       | …                     | …                    |  |  |       |  |  |          |  |  |           |  |
| Vulgrin I d'Angoulême   |                       | …                     |                      |  |  |       |  |  |          |  |  |           |  |
|                         |                       | Begone di Tolosa      | Gerardo I di Parigi  |  |  |       |  |  |          |  |  |           |  |
|                         |                       | Begone di Tolosa      | Gerardo I di Parigi  |  |  |       |  |  |          |  |  |           |  |
|                         |                       | Begone di Tolosa      | Rotrude              |  |  |       |  |  |          |  |  |           |  |
| Susanna di Tolosa       |                       | Begone di Tolosa      |                      |  |  |       |  |  |          |  |  |           |  |
|                         |                       | Alpais                | …                    |  |  |       |  |  |          |  |  |           |  |
|                         |                       | Alpais                | …                    |  |  |       |  |  |          |  |  |           |  |
|                         |                       | Alpais                | …                    |  |  |       |  |  |          |  |  |           |  |
| Guglielmo I di Périgord |                       | Alpais                |                      |  |  |       |  |  |          |  |  |           |  |
|                         | Guglielmo d'Aquitania | Teodorico I d'Autun   |                      |  |  |       |  |  |          |  |  |           |  |
|                         | Guglielmo d'Aquitania | Teodorico I d'Autun   |                      |  |  |       |  |  |          |  |  |           |  |
|                         | Guglielmo d'Aquitania | Alda di Francia       |                      |  |  |       |  |  |          |  |  |           |  |
| Bernardo I di Tolosa    | Guglielmo d'Aquitania |                       |                      |  |  |       |  |  |          |  |  |           |  |
|                         |                       | Cunegonda d'Austrasia | …                    |  |  |       |  |  |          |  |  |           |  |
|                         |                       | Cunegonda d'Austrasia | …                    |  |  |       |  |  |          |  |  |           |  |
|                         |                       | Cunegonda d'Austrasia | …                    |  |  |       |  |  |          |  |  |           |  |
| Regelinda               |                       | Cunegonda d'Austrasia |                      |  |  |       |  |  |          |  |  |           |  |
|                         |                       | Sancho I di Guascogna | Lupo II di Guascogna |  |  |       |  |  |          |  |  |           |  |
|                         |                       | Sancho I di Guascogna | Lupo II di Guascogna |  |  |       |  |  |          |  |  |           |  |
|                         |                       | Sancho I di Guascogna | …                    |  |  |       |  |  |          |  |  |           |  |
| Dhuoda                  |                       | Sancho I di Guascogna |                      |  |  |       |  |  |          |  |  |           |  |
|                         |                       | …                     | …                    |  |  |       |  |  |          |  |  |           |  |
|                         |                       | …                     | …                    |  |  |       |  |  |          |  |  |           |  |
|                         |                       | …                     | …                    |  |  |       |  |  |          |  |  |           |  |
|                         |                       | …                     |                      |  |  |       |  |  |          |  |  |           |  |

### Fonti primarie
- (LA)  Monumenta Germaniae Historica, tomus IV.
- (LA)  Monumenta Germaniae Historica, tomus XVI.
- (FR, LA)  Documents publiés par la Société archéologique du Gâtinais.
- (LA)  Ademarus Engolismensis, Historiarum Libri Tres.
- (LA)  Historia Pontificum et Comitum Engolismensis.
- (LA)  Le manuel de Dhuoda.

### Letteratura storiografica
- Louis Halphen, Francia: gli ultimi Carolingi e l'ascesa di Ugo Capeto (888-987), in «Storia del mondo medievale», vol. II, 1979, pp. 636-661